# 마드라스고슴도치
마드라스고슴도치(Paraechinus nudiventris)는 고슴도치과에 속하는 포유류의 일종이다. 인도 남동부의 건조한 관목 지대에서 발견된다.